# Lunar Sea
Lunar Sea is een compositie van Andrew Latimer en Peter Bardens, destijds het schrijverstandem van Camel. Het is een instrumentaal nummer.
Lunar Sea is een aaneenschakeling van thema’s, die naadloos in elkaar overgaan. Het nummer begint de synthesizerpartij waarbij op de achtergrond borrelende geluiden te horen zijn. De synthesizer leidt met een fermate naar de tweede sectie. Na dit intro komt de basgitaar en orgel met een soort hopfiguur in beeld, die Lunar Sea op tempo krijgt. Daartegenover staat een van de felste gitaarsoli, die Andrew Latimer ooit heeft gespeeld. Ook deze solo heeft een dalende lijn en wordt herhaalt. Het geheel komt in rustiger vaarwater als wederom na een fermate de bas aan een reeks minimal music loopjes begint, die een schier eindeloos sequentie blijft hangen. Bardens speelt daarboven een rustige synthesizermelodie, het geluid van het toetsinstrument wordt regelmatig vervormd, alsof het een vluchtig wegvloeiend gas is met de voor Bardens zo typische triolen. Na circa twee minuten en een modulatie komen de hopfiguur en de gitaar weer in beeld en het tempo gaat weer omhoog. Gitaar geeft het allemaal weer terug aan degene die het stuk begon; de string-synthesizer met daaronder nog steeds de langzaam verdwijnende gitaarpartij. Op de elpee werd het werk afgesloten door een opkomende tapeloop, die ervoor zorgde dat Lunar Sea eindeloos duurde. Men moest zelf de naald uit de groef halen om de elpee tot stoppen te krijgen. Op de cd-versies vindt een fade-out plaats. De stringsectie van de synthesizer was begin jaren 70 een van de populairste toepassingen van het instrument.
Lunar Sea werd gezien als hét nummer voor Andy Ward, die Camel een meer complexere muzikale koers wilde laten volgen, hetgeen later in eerste instantie ook gebeurde. De drumpartij van Ward is af en toe qua slag nauwelijks te volgen. Lunar Sea vormde de B-kant van de single; een voor single onbegrijpelijke B-kant, bij een voor single onbegrijpelijke A-kant.
Lunar Sea komt voor op:

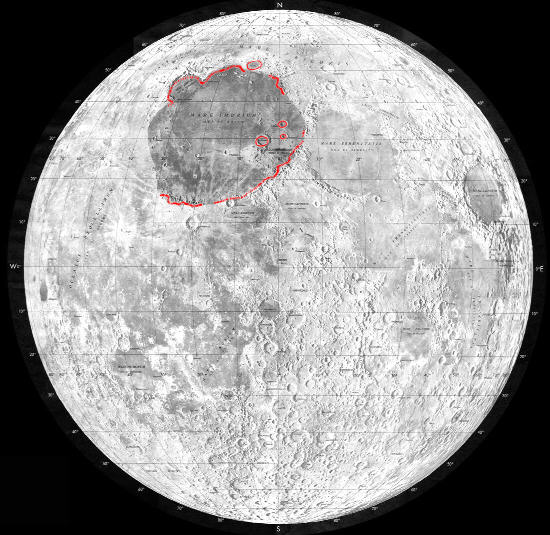
Mare Imbrium; Inspiratiebron

- Moonmadness; zowel als studio- als live-uitvoering
- Camel: A Live Record:
- Camel: Nude Tour BBC
- Camel Coming of Age
- Camel Live in Poland
- Peter Bardens Mirage: Live 1994
- idem Live 1996
- idem Speed Of Light Life
- Steve Adams; Vertigo; 1999 versie

Lunar Sea is geïnspireerd door Mare Imbrium op de Maan; het album Moonmadness bevatte maangerelateerde songs. Lunar Sea sloot de originele elpee af. Op de compact disc-versie kreeg het nog een aantal bonustracks achter zich.